# Церетели, Мамука Отарович
Мамука Отарович Церетели (груз. მამუკა ოთარის ძე წერეთელი; род. 18 января 1979, Джвари, Грузинская ССР, СССР) — грузинский футболист, защитник.

## Карьера
Начал карьеру в «Динамо» Тбилиси. Был капитаном молодёжной сборной Грузии на протяжении нескольких лет.

Играл в Латвии за «Вентспилс» и «Сконто», а затем с 1998 по 2001 в России за «Аланию».

Сыграл два матча в бельгийском «Льерсе» в начале сезона 2001/2002. После игры за пределами Грузии в молодом возрасте вернулся в 2003 году. Но из-за разногласий с тренером покинул команду.

В 2002 году ездил на просмотры в киевское «Динамо» и донецкий «Шахтёр», но не сумел заключить контракты с грандами украинского футбола.

После просмотров в украинских клубах, заключил 4-летний контракт с «Боруссией» из Мёнхенгладбаха, но из-за разбойного нападения и вследствие полученной травмы о продолжении игровой карьеры на высоком уровне ему пришлось забыть.
Затем выступал за кипрский футбольный клуб «Неа Саламина», тбилисское «Динамо», иранский «Саба Ком» и сухумское «Динамо». Завершил игровую карьеру в 2007 году во вьетнамской команде «Донгтам Лонган», в котором стал чемпионом страны.

### В сборной Грузии
Был капитаном молодёжной сборной Грузии. Затем выступал за главную сборную Грузии ещё на отборе к Евро-2000, за национальную команду играл до 2004 года, проведя в её составе 19 матчей.

## Достижения
- Победитель Кубка чемпионов Содружества 2004 года.
- Чемпион Латвии 1998 года.
- Чемпион Вьетнама 2006 года.
- Обладатель Кубка Грузии (2): 1997, 2004 годов.
- Обладатель Кубка Латвии 1998 года.
- Обладатель Кубка Ирана 2006 года.
- Бронзовый призёр чемпионата Грузии 2004 года.

## Личная жизнь
После окончания карьеры футболиста работает в качестве футбольного агента.

Проживает в США. Много времени посвящает своей семье.